# Zdislava (okres Liberec)
Zdislava (německy Schönbach) je městys v okrese Liberec v Libereckém kraji. Městys leží v Podještědí, asi dvanáct kilometrů západně od Liberce v údolí Zdislavského potoka pod Ještědsko-kozákovském hřbetem. Žije v něm 269 obyvatel. Obec se nachází v Euroregionu Nisa a Mikroregionu Podještědí. 

## Historie

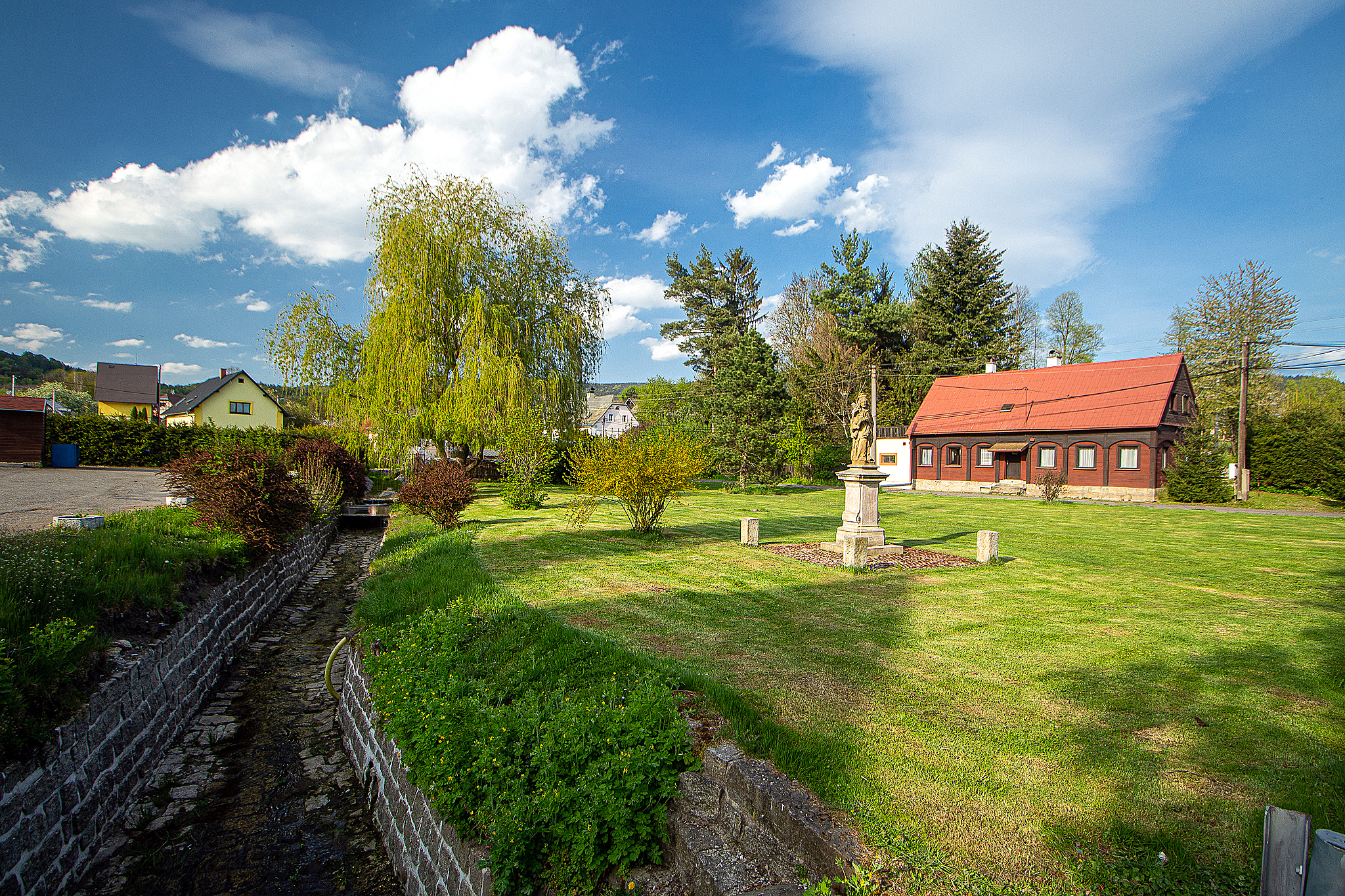
Střed obce se Zdislavským potokem a sochou svatého Jana Nepoumckého

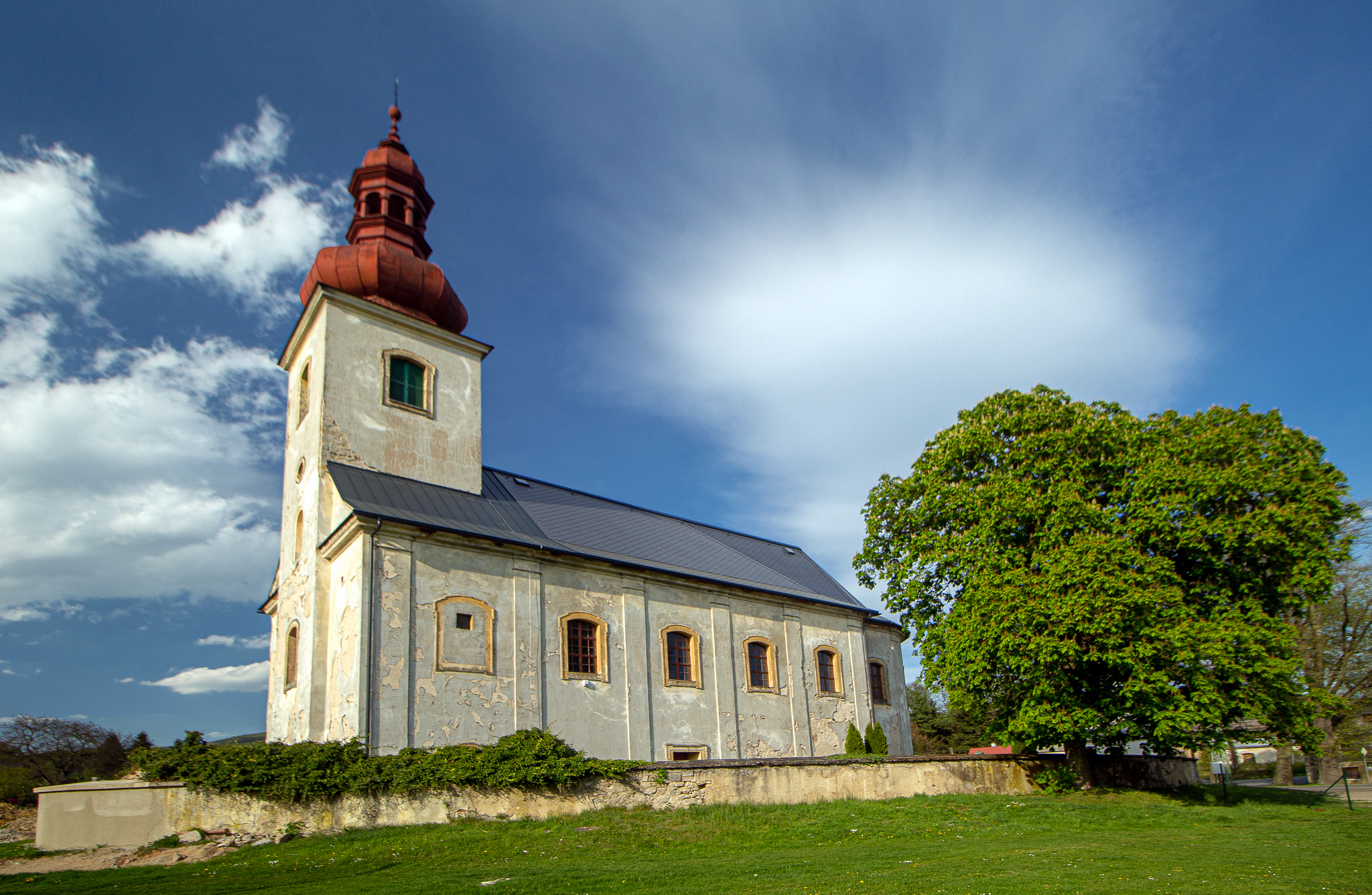
Zdislavský Kostel svatého Jana Křtitele

Ves je poprvé zmiňována roku 1364 pod jménem Krásný Potok (Schönbach). Podle místní kroniky byl prvním domem v obci kovárna (dnešní dům čp. 28), kde se dolovala železná ruda. Mezi nevýznamnější události obce patří návštěva císaře Josefa II. roku 1766. Roku 1870 vznikl sbor dobrovolných hasičů. Roku 1900 byla zprovozněna železniční trať Teplice–Liberec se zastávkou ve Zdislavě. V roce 1906 získala obec znak a status městyse. Současný název dostala roku 1946 podle Zdislavy z Lemberka. V sedmdesátých letech 20. byla Zdislava přičleněna k sousední obci Křižany, ovšem v roce 1990 se opět osamostatnila.
Od 19. října 2016 je Zdislava opět městysem. Autorem nového znaku a vlajky je heraldik Stanislav Kasík.

## Obyvatelstvo
| Rok            | 1869  | 1880 | 1890 | 1900 | 1910 | 1921 | 1930 | 1950 | 1961 | 1970 | 1980 | 1991 | 2001 | 2011 | 2021 |
| -------------- | ----- | ---- | ---- | ---- | ---- | ---- | ---- | ---- | ---- | ---- | ---- | ---- | ---- | ---- | ---- |
| Počet obyvatel | 1 048 | 932  | 883  | 842  | 843  | 754  | 739  | 439  | 376  | 350  | 290  | 233  | 245  | 245  | 282  |
| Počet domů     | 177   | 182  | 183  | 185  | 186  | 188  | 189  | 180  | 101  | 97   | 60   | 113  | 101  | 111  | 121  |

## Doprava

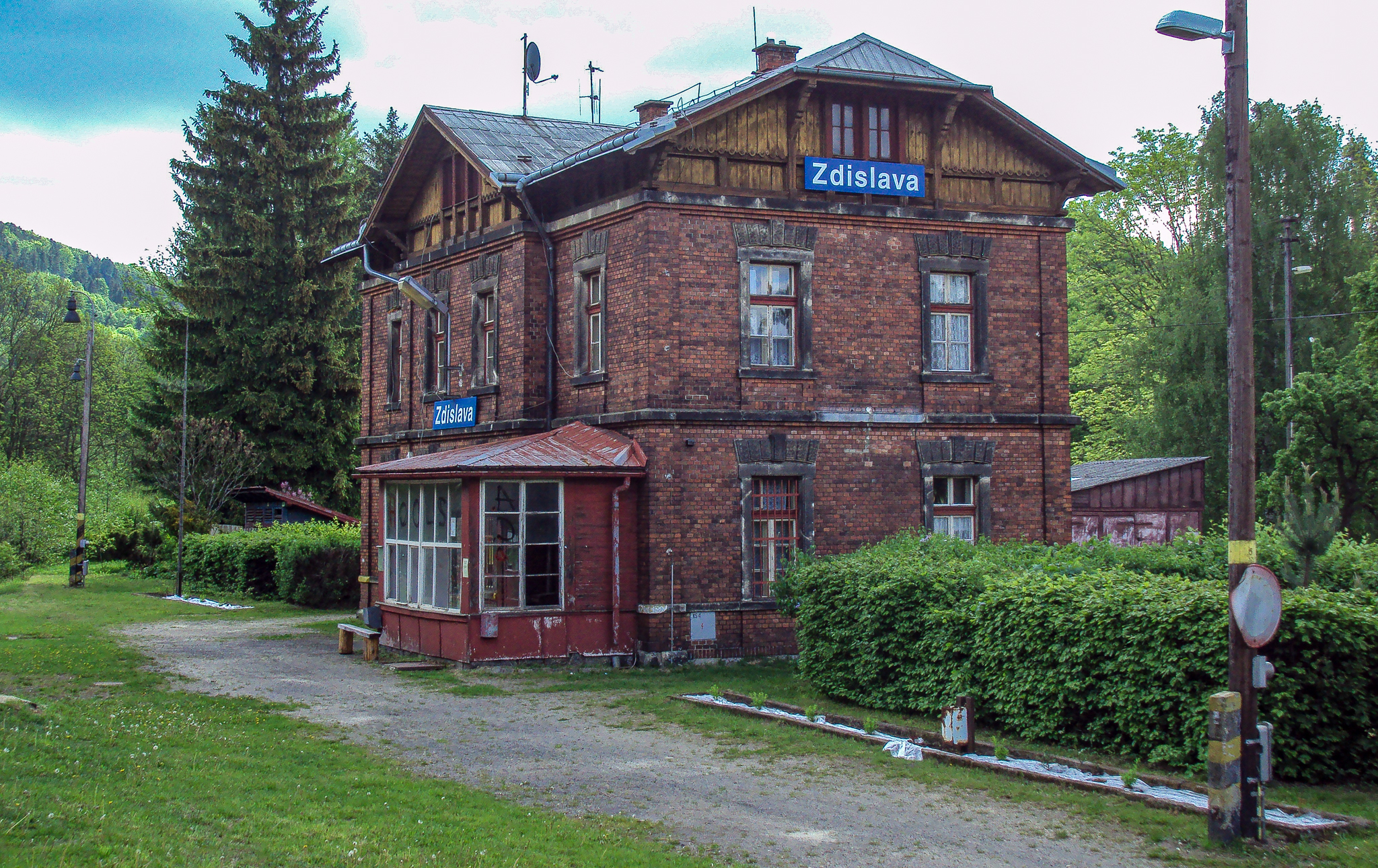
Železniční zastávka Zdislava

Kromě silničního spojení na okolní obce Jítrava a Křižany prochází obcí železniční trať Liberec – Česká Lípa. Nachází se zde také železniční zastávka Zdislava. Autobusovou dopravu zajišťuje dopravce ČSAD Liberec.

## Pamětihodnosti
- Barokní kostel svatého Jana Křtitele pochází z roku 1726. V jeho nitru je cínová křtitelnice ze 17. století a dřevěný malovaný strop s obrazy z legendy o sv. Janu Křtiteli. Od roku 1997 se zde díky výborné akustice pořádají koncerty
- Pozdně barokní márnice stojí při vchodu na hřbitov od druhé poloviny 18. století. Na zdi je obraz Svaté rodiny a sluneční hodiny od sochařky Věry Merhautové
- Na návsi stojí mariánský sloup s plastikou svatého Jana Nepomuckého
- Smírčí (též Švédský) žulový kříž nejasného původu a účelu
- Morový kříž jako znamení pokatoličtění obce z doby reformace
- Na severu obce se nachází vápencový kopec Vápenný (790 m n. m.), na východě pak Strážný kopec, Zdislavský Špičák, a Malý Vápenný, na západní straně najdeme Školní kopec

Ke konci 18. století Zdislava byla poutním místem, díky obrazu Panny Marie, který měl údajně zázračnou sílu a byl umístěn v kapli stojící na místě, jemuž se říká U Obrázku. Jiné zdroje hovoří o tom, že se jednalo o sochu Panny Marie z roku 1700, čemuž nasvědčují písemnosti z roku 1780.

## Osobnosti
- Ludmila Zelenková (1873–1950) česká legionářka, spisovatelka, činovnice Červeného kříže, statkářka